# Atrobucca alcocki
Atrobucca alcocki is een  straalvinnige vissensoort uit de familie van ombervissen (Sciaenidae). De wetenschappelijke naam van de soort is voor het eerst geldig gepubliceerd in 1980 door Talwar.